# Мадара (завод)
"Мадара" — промышленное предприятие в городе Шумен.

## История

### 1958—1989
Предприятие было построено в соответствии со 2-м пятилетним планом развития народного хозяйства НРБ в 1954 - 1957 годы при помощи советских специалистов и введено в эксплуатацию в 1958 году как завод по производству автозапчастей.  
В начале 1960-х годов при содействии специалистов завода ЗИЛ началась реконструкция завода. В 1963 году был освоен выпуск передних мостов к грузовикам ГАЗ-51, в 1965 году - задних мостов к ГАЗ-51, а позднее - мосты к ГАЗ-53А. Также выпускались шестерни, валы и другие детали.
В 1964 году в НРБ был создан научно-исследовательский и проектно-конструкторский институт двигателей и автомобилей (НИПКИДА), который должен был совершенствовать выпускаемую в стране автомобильную технику и разрабатывать новые модели.
В 1966 году было принято решение переориентировать завод на выпуск грузовиков, и с мая 1967 года предприятие (получившее наименование Шуменский завод грузовых автомобилей) начало сборку советских грузовиков ГАЗ-53 под наименованием "Мадара".
В сентябре 1969 года на международной ярмарке в Пловдиве были представлены два чехословацких грузовика Skoda-LIAZ, собранных заводом. После подписания 4 февраля 1970 года договора о сотрудничестве в производстве грузовиков, в октябре 1970 года завод начал их выпуск.
С начала 1970-х годов выпускаемые заводом грузовики ГАЗ-53 оснащали 80-сильным дизелем производства варненского моторостроительного завода "Васил Коларов". По программе производственной кооперации стран СЭВ был освоен выпуск автомобильных мостов на экспорт (для автомобильной промышленности ЧССР).
В начале 1980-х годов на базе советского ЗИЛ-130 завод изготовил грузовик с дизельным двигателем мощностью 120 лошадиных сил, а в начале июля 1981 года выпустил первый грузовик "ЛИАЗ-Мадара". Также, до 17 июля 1981 года завод выпустил десятки тысяч грузовиков ГАЗ-53 и "Шкода" различных модификаций.
В целом, в 1960е - 1980е годы завод являлся одним из ведущих предприятий города и одним из крупнейших промышленных предприятий, построенных в Болгарии при помощи СССР. На балансе завода находился профилакторий (КТА "Мадара") и другие объекты социальной инфраструктуры.

### После 1989
В 1991 году государственное предприятие было преобразовано в акционерное общество «Мадара», а затем приватизировано.
В условиях разрыва хозяйственных связей и экономического кризиса 1990-х годов производство автомашин сократилось, а затем было прекращено.

## Современное состояние
В период после 2008 года основной продукцией завода является сельскохозяйственный инвентарь, однако он также выпускает рессоры, передние и задние мосты к грузовикам, автобусам и троллейбусам грузоподъёмностью от 3,5 до 13 т, стальные и чугунные отливки и поковки, инструменты и иные металлоизделия.